# От всего сердца
«От всего сердца» (англ. One from the Heart, 1982) — музыкальный фильм американского кинорежиссёра Фрэнсиса Форда Копполы. Действие картины полностью разворачивается в Лас-Вегасе. Фильм был холодно встречен критиками и оказался провальным в прокате.

## Сюжет
В отношениях Хэнка и Фрэнни, которые вместе уже пять лет, наступает кризис. В Лас-Вегасе каждый из них встречает свою новую любовь.

## Производство
Первоначально задумывалось, что картина будет иметь скромный бюджет после большой стоимости и финансовых проблем «Апокалипсиса сегодня», однако затраты на фильм быстро возросли с планируемых 2 млн долларов до более чем 25 млн из-за строительства декораций. Масштаб их изготовления был доведён до такой степени, что была построена точная копия аэропорта Лас-Вегаса и реактивного авиалайнера (построенного из носовой части разбившегося самолёта) для предпоследней сцены фильма. Декорации заняли всё пространство павильона недавно приобретённой Копполой студии American Zoetrope. Из-за сплетения электрической проводки и скопления воспламеняющихся материалов Дин Таволарис в шутку называл декорации «огненной ловушкой».
Авторами саундтрека являются Кристал Гейл и Том Уэйтс, который получил номинацию на премию «Оскар» за лучшую музыку к фильму. Барабанщик The Grateful Dead Микки Харт и музыкант Бобби Вега также были отмечены за вклад в производство фильма.

## Сборы и критика
Необычайно высокие расходы на постановку фильма привели к тому, что Коппола объявил о своём банкротстве. Собрав в США в первую неделю 389 тысяч долларов, картина в кинопрокате потерпела провал с общими сборами 636 тысяч долларов. Коппола говорил, что на протяжении оставшихся 1980-х и большей части 1990-х годов он снимал фильмы, чтобы выплатить долги, сделанные во время съёмок «От всего сердца».
Наряду с фильмами «Врата рая», «Разыскивающий» и «Все они смеялись» — был расценен как конец периода Нового Голливуда. Из-за финансового провала этих фильмов студии Голливуда больше никогда не позволяли режиссёрам управлять фильмами, которые они финансируют.
Американский кинокритик Роджер Эберт назвал фильм «большим разочарованием» после «Апокалипсиса сегодня» и «Крёстного отца».

## В ролях

Японский постер фильма. Настасья Кински в роли канатоходки Лейлы

- Фредерик Форрест — Хэнк
- Тери Гарр — Фрэнни
- Настасья Кински — Лейла
- Рауль Хулиа — Рэй
- Лэйни Казан — Мэгги
- Гарри Дин Стэнтон — Мо